# Énergie au Pakistan
Le secteur de l'énergie au Pakistan est marqué surtout par la faiblesse de la consommation d'énergie primaire par habitant : 15,3 GJ en 2022, soit seulement 20 % de la moyenne mondiale et 60 % de celle de l'Inde, et par la part encore très élevée de la biomasse dans sa production d'énergie primaire : 51,8 % et dans sa consommation d'énergie primaire : 34,9 % en 2020.
La production d'énergie primaire au Pakistan se répartissait en 2020 en 39,6 % de combustibles fossiles (29,3 % gaz naturel, 5,9 % pétrole, 4,4 % charbon), 4,1 % d'énergie nucléaire et 56,3 % d'énergies renouvelables (51,8 % de biomasse, 4,0 % d'hydroélectricité et 0,4 % d'éolien et solaire).
En 2022, la production nationale de gaz naturel couvre 75 % de la consommation ; la production de pétrole couvre seulement 20,5 % des besoins et celle de charbon et lignite 30 % ; les importations couvrent l'écart, soit 33 % de la consommation d'énergie primaire.
La consommation d'énergie primaire se répartissait en 2020 en 59,3 % de combustibles fossiles (19,4 % pétrole, 26,9 % gaz naturel, 13 % charbon), 2,8 % de nucléaire et 37,9 % d'énergies renouvelables (34,9 % de biomasse, 2,7 % d'hydroélectricité et 0,3 % d'éolien et solaire).
L'électricité couvrait seulement 10,5 % de la consommation finale d'énergie en 2020 ; sa production provenait à 62,6 % des combustibles fossiles (33,3 % gaz naturel, 9,9 % pétrole, 19,4 % charbon), 8,7 % de nucléaire et 28,8 % d'énergies renouvelables (25,6 % d'hydroélectricité, 0,4 % de biomasse, 2,2 % d'éolien et 0,6 % de solaire). L'achèvement de plusieurs projets hydroélectriques en 2018 a augmenté la puissance installée du parc hydroélectrique d'un quart en un an. Les projets en construction devraient doubler la puissance installée hydroélectrique. En 2024, le Pakistan s'est hissé au 4e rang mondial des nouvelles installations solaires photovoltaïques.
Les émissions par habitant de CO2 liées à l'énergie sont cinq fois moindres que la moyenne mondiale en 2021, mais elles ont progressé de 78 % depuis 1990.

## Vue d'ensemble
| Principaux indicateurs de l'énergie au Pakistan                                                                                                | Principaux indicateurs de l'énergie au Pakistan | Principaux indicateurs de l'énergie au Pakistan | Principaux indicateurs de l'énergie au Pakistan | Principaux indicateurs de l'énergie au Pakistan | Principaux indicateurs de l'énergie au Pakistan | Principaux indicateurs de l'énergie au Pakistan |
| --- | ----------------------------------------------- | ----------------------------------------------- | ----------------------------------------------- | ----------------------------------------------- | ----------------------------------------------- | ----------------------------------------------- |
| | Population                                      | Consom. énergie primaire                        | Production                                      | Importation nette                               | Consom. élect.*                                 | Émissions GHG**                                 |
| Année | Millions                                        | PJ                                              | PJ                                              | PJ                                              | TWh                                             | Mt CO2éq                                        |
| 1990 | 107,7                                           | 1 803                                           | 1 431                                           | 387                                             | 29,9                                            | 62,6                                            |
| 2000 | 154,4                                           | 2 664                                           | 1 967                                           | 723                                             | 51,6                                            | 103,0                                           |
| 2010 | 194,5                                           | 3 576                                           | 2 757                                           | 865                                             | 79,3                                            | 140,3                                           |
| 2015 | 211,0                                           | 4 018                                           | 2 889                                           | 1 153                                           | 94,6                                            | 163,3                                           |
| 2016 | 213,5                                           | 4 218                                           | 2 871                                           | 1 375                                           | 100,4                                           | 179,3                                           |
| 2017 | 216,4                                           | 4 418                                           | 2 782                                           | 1 669                                           | 110,7                                           | 196,9                                           |
| 2018 | 219,7                                           | 4 513                                           | 3 070                                           | 1 531                                           | 112,2                                           | 184,5                                           |
| 2019 | 223,3                                           | 4 536                                           | 3 047                                           | 1 504                                           | 111,1                                           | 182,0                                           |
| 2020 | 227,2                                           | 4 515                                           | 3 042                                           | 1 459                                           | 110,4                                           | 203,9                                           |
| variation 1990-2020 | +111 %                                          | +150 %                                          | +113 %                                          | +277 %                                          | +269 %                                          | +226 %                                          |
| * consommation brute d'électricité = production+importations-exportations-pertes en ligne ** émissions de gaz à effet de serre par combustion. |                                                 |                                                 |                                                 |                                                 |                                                 |                                                 |

## Production d'énergie primaire
| Source                                                  | 1990    | %    | 2000    | %    | 2010    | %    | 2020    | % 2020 | var. 2020/1990 |
| Charbon                                                 | 46,0    | 3,2  | 51,8    | 2,6  | 57,3    | 2,1  | 133,0   | 4,4 %  | +189 %         |
| Pétrole                                                 | 113,2   | 7,9  | 125,2   | 6,4  | 146,4   | 5,3  | 179,6   | 5,9 %  | +59 %          |
| Gaz naturel                                             | 422,0   | 29,5 | 697,9   | 35,5 | 1 129,8 | 41,0 | 892,6   | 29,3 % | +111 %         |
| Total fossiles                                          | 581,2   | 40,6 | 874,9   | 44,5 | 1 333,6 | 48,4 | 1 205,2 | 39,6 % | +107 %         |
| Nucléaire                                               | 3,2     | 0,2  | 21,8    | 1,1  | 37,3    | 1,4  | 125,4   | 4,1 %  | +3824 %        |
| Hydraulique                                             | 60,9    | 4,3  | 61,9    | 3,1  | 114,5   | 4,2  | 122,4   | 4,0 %  | +101 %         |
| Biomasse-déchets                                        | 785,9   | 54,9 | 1 008,8 | 51,3 | 1 271,7 | 46,1 | 1 575,7 | 51,8 % | +100 %         |
| Éolien, solaire                                         |         |      |         |      |         |      | 13,2    | 0,4 %  | ns             |
| Total EnR                                               | 846,8   | 59,2 | 1 070,7 | 54,4 | 1 386,2 | 50,3 | 1 711,3 | 56,3 % | +102 %         |
| Total                                                   | 1 431,2 | 100  | 1 967,4 | 100  | 2 757,1 | 100  | 3 041,9 | 100 %  | +113 %         |
| Source des données : Agence internationale de l'énergie |         |      |         |      |         |      |         |        |                |

### Charbon
Les réserves prouvées récupérables de charbon du Pakistan étaient estimées par l'Agence fédérale allemande pour les sciences de la terre et les matières premières (BGR) à 207 Mt (millions de tonnes) fin 2020, soit 0,03 % des réserves mondiales, et les ressources ultimes supplémentaires à 5 789 Mt. Les réserves prouvées de lignite étaient estimées à 2 857 Mt, et les ressources ultimes supplémentaires à 176 739 Mt. Les réserves prouvées de charbon seul représentaient 21 ans de production au rythme de 2022, mais avec celles de lignite le ratio réserves/production est beaucoup plus élevé.
En 2022, la production de charbon du Pakistan atteignait 9,9 Mt, soit 0,19 PJ, en recul de 3 % en 2022, mais en progression de 230 % par rapport à 2012.
En 2020, la production de charbon du Pakistan s'élevait à 133 PJ, dont 80,4 PJ de charbons bitumineux et 52,5 PJ de lignite.
La consommation de charbon du Pakistan s'est établie en 2022 à 0,64 EJ, soit 0,4 % du total mondial ; elle a reculé de 11,8 % en 2022, mais progressé de 276 % depuis 2012. La production de charbon du pays couvre seulement 30 % de sa consommation.

### Pétrole
Les réserves prouvées de pétrole du Pakistan étaient estimées par BGR à 73 Mt (millions de tonnes) fin 2020, soit 0,03 % des réserves mondiales. La BGR estime les ressources ultimes supplémentaires à 1 342 Mt, soit 0,3 % du total mondial. Les réserves prouvées représentent 16 années de production au rythme de 2020.
Le Pakistan a produit 180 PJ de pétrole en 2020, en baisse de 2 % par rapport à 2019, mais en progression de 59 % depuis 1990. Il a consommé 876 PJ de pétrole et produits pétroliers, en progression de 96 % depuis 1990. Sa production couvre seulement 20,5 % de sa consommation.

### Gaz naturel

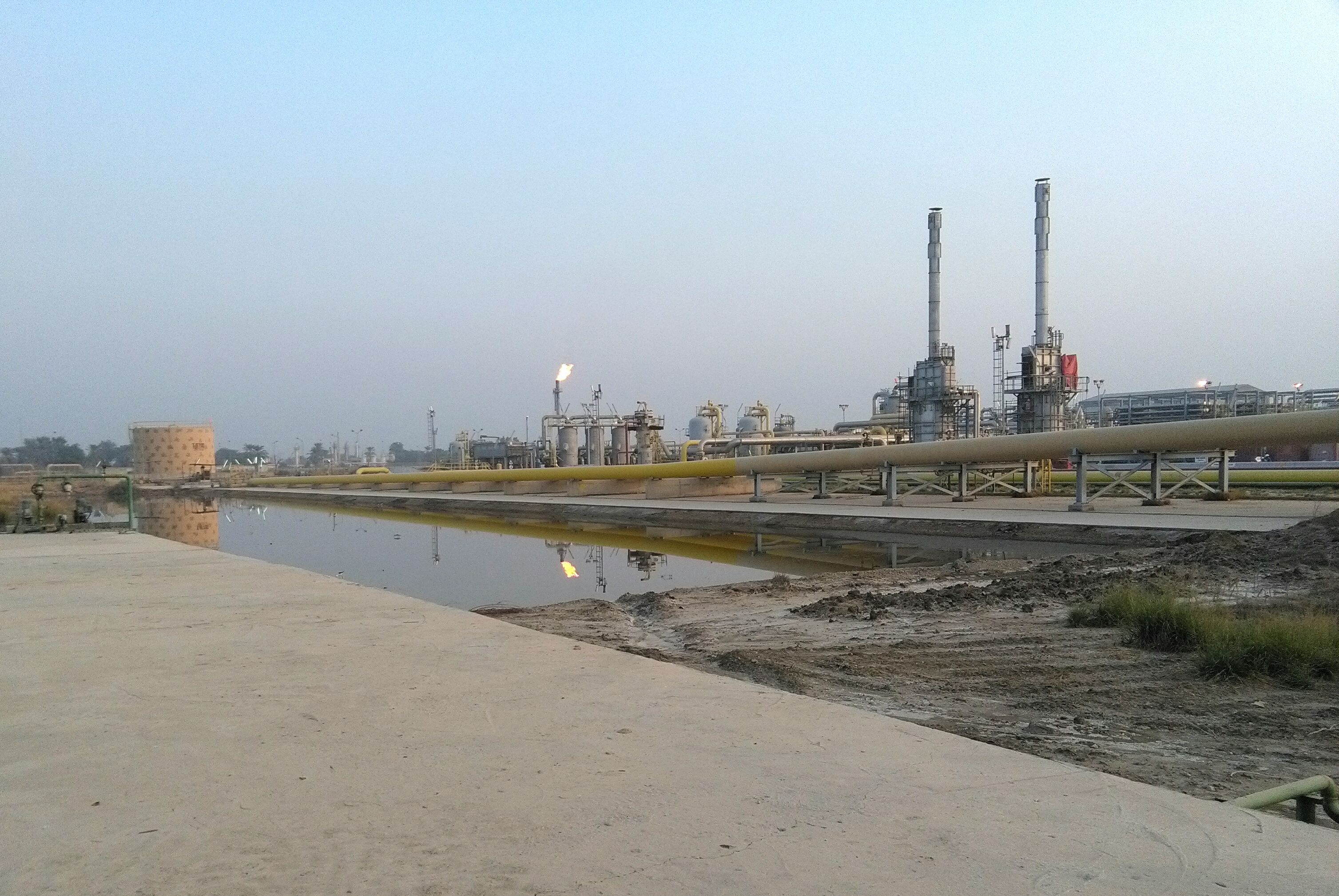
Le champ de gaz de Qadirpur, dans le Sind.

Les réserves prouvées de gaz naturel du Pakistan étaient estimées par BGR à 592 Gm3 (milliards de m³) fin 2020, soit 0,3 % du total mondial, et les ressources ultimes supplémentaires à 4 560 Gm3, soit 0,7 % du total mondial. Les réserves prouvées représentaient 21 années de production au rythme de 2022.
En 2022, le Pakistan a produit 28,7 Gm3 (milliards de m³) de gaz naturel, soit 1,03 EJ, en recul de 12,2 % en 2022 et de 22 % depuis 2012. Il représente 0,7 % de la production mondiale.
En 2022, le Pakistan a consommé 38,4 Gm3 de gaz naturel, soit 1,38 EJ, en recul de 14,5 % en 2022, mais en hausse de 5 % entre 2012 et 2022 ; sa production couvre 75 % de sa consommation.
Les importations de gaz naturel par méthanier sous forme de GNL ont atteint 9,7 Gm3 en 2022, en baisse de 20,6 % par rapport à 2021, en provenance surtout du Qatar (8,6 Gm3).

## Consommation intérieure brute d'énergie primaire
Selon l'Energy Institute, la consommation d'énergie primaire du Pakistan atteint 3,60 EJ en 2022, en baisse de 7,7 % par rapport à 2021, mais en progression de 45 % depuis 2012. Sa part dans la consommation mondiale est de 0,6 %. Elle se répartit en 84 % de combustibles fossiles (pétrole : 28 %, gaz naturel : 38 %, charbon : 18 %), 6 % de nucléaire et 11 % d'énergies renouvelables, dont hydroélectricité : 9 %. Sa consommation par habitant est de 15,3 GJ, soit 20 % de la moyenne mondiale, 60 % de celle de l'Inde, 14 % de celle de la Chine et 12 % de celle de la France. Les conventions de l'Energy Institute diffèrent sensiblement de celles de l'AIE : elles ne prennent pas en compte la biomasse traditionnelle.
| Source                                                  | 1990    | %    | 2000    | %    | 2010    | %    | 2020    | % 2020 | var. 2020/1990 |
| Charbon                                                 | 83,8    | 4,6  | 78,0    | 2,9  | 175,2   | 4,9  | 584,9   | 13,0 % | +598 %         |
| Pétrole                                                 | 447,2   | 24,8 | 796,0   | 29,9 | 846,2   | 23,7 | 875,6   | 19,4 % | +96 %          |
| Gaz naturel                                             | 422,0   | 23,4 | 697,8   | 26,2 | 1 130,5 | 31,6 | 1 216,0 | 26,9 % | +188 %         |
| Total fossiles                                          | 953,0   | 52,9 | 1 571,8 | 59,0 | 2 151,9 | 60,2 | 2 676,5 | 59,3 % | +181 %         |
| Nucléaire                                               | 3,2     | 0,2  | 21,8    | 0,8  | 37,3    | 1,0  | 125,4   | 2,8 %  | +3824 %        |
| Hydraulique                                             | 60,9    | 3,4  | 61,9    | 2,3  | 114,5   | 3,2  | 122,4   | 2,7 %  | +101 %         |
| Biomasse-déchets                                        | 785,9   | 43,6 | 1 008,8 | 37,9 | 1 271,7 | 35,6 | 1 575,7 | 34,9 % | +100 %         |
| Éolien, solaire                                         |         |      |         |      |         |      | 13,2    | 0,3 %  | ns             |
| Total EnR                                               | 846,8   | 47,0 | 1 070,7 | 40,2 | 1 386,2 | 38,8 | 1 711,3 | 37,9 % | +102 %         |
| Solde exp.électricité                                   | 0       |      | 0       |      | 1,0     | 0,03 | 1,8     | 0,03 % | ns             |
| Total                                                   | 1 803,1 | 100  | 2 664,3 | 100  | 3 576,4 | 100  | 4 515,0 | 100 %  | +150 %         |
| Source des données : Agence internationale de l'énergie |         |      |         |      |         |      |         |        |                |

## Consommation finale d'énergie
La consommation finale d'énergie au Pakistan (après raffinage, transformation en électricité, transport, etc) a évolué comme suit :
| Source                                                  | 1990    | %    | 2000    | %    | 2010    | %    | 2020    | % 2020 | var. 2020/1990 |
| Charbon                                                 | 63,7    | 4,2  | 57,7    | 2,7  | 165,5   | 5,6  | 290,9   | 7,9 %  | +356 %         |
| Produits pétroliers                                     | 324,4   | 21,4 | 493,9   | 23,1 | 483,0   | 16,2 | 716,5   | 19,3 % | +121 %         |
| Gaz naturel                                             | 251,7   | 16,6 | 426,2   | 19,9 | 800,9   | 26,9 | 773,7   | 20,9 % | +207 %         |
| Total fossiles                                          | 639,8   | 42,2 | 977,8   | 45,7 | 1 449,4 | 48,7 | 1 781,1 | 48,1 % | +178 %         |
| Biomasse-déchets                                        | 772,5   | 51,0 | 988,7   | 46,2 | 1 246,3 | 41,9 | 1 534,2 | 41,4 % | +99 %          |
| Électricité                                             | 103,6   | 6,8  | 174,9   | 8,2  | 277,8   | 9,3  | 387,7   | 10,5 % | +274 %         |
| Total                                                   | 1 515,9 | 100  | 2 141,4 | 100  | 2 973,4 | 100  | 3 703,0 | 100 %  | +144 %         |
| Source des données : Agence internationale de l'énergie |         |      |         |      |         |      |         |        |                |

La répartition par secteur de la consommation finale d'énergie a évolué comme suit :
| Filière                                                  | 1990    | %    | 2000    | %    | 2010    | %    | 2020    | % 2020 | var. 2020/1990 |
| Industrie                                                | 332,2   | 21,9 | 467,5   | 21,8 | 750,6   | 25,2 | 842,0   | 22,7 % | +153 %         |
| Transport                                                | 188,4   | 12,4 | 349,9   | 16,3 | 482,7   | 16,2 | 636,5   | 17,2 % | +238 %         |
| Résidentiel                                              | 839,3   | 55,4 | 1 122,5 | 52,4 | 1 468,8 | 49,4 | 1 895,1 | 51,2 % | +126 %         |
| Tertiaire                                                | 33,7    | 2,2  | 54,1    | 2,5  | 89,5    | 3,0  | 114,6   | 3,1 %  | +240 %         |
| Agriculture                                              | 30,7    | 2,0  | 29,0    | 1,4  | 34,1    | 1,1  | 35,4    | 1,0 %  | +15 %          |
| Non spécifié                                             | 0       |      | 0       |      | 1,1     | 0,04 | 8,0     | 0,2 %  | ns             |
| Usages non énergétiques (chimie)                         | 91,6    | 6,0  | 118,4   | 5,5  | 146,6   | 4,9  | 171,4   | 4,6 %  | +87 %          |
| Total                                                    | 1 515,9 | 100  | 2 141,4 | 100  | 2 973,4 | 100  | 3 703,0 | 100 %  | +144 %         |
| Source des données : Agence internationale de l'énergie. |         |      |         |      |         |      |         |        |                |

## Secteur de l'électricité

### Production d'électricité
Selon les estimations de l'Energy Institute, le Pakistan a produit 145,8 TWh d'électricité en 2022, en baisse de 1,3 % en 2022, mais en progression de 47 % depuis 2012, soit 0,5 % de la production mondiale. La production éolienne est estimée à 4,7 TWh (3,2 %), celle du solaire à 0,9 TWh (0,6 %) et celles des autres renouvelables (biomasse et déchets) à 0,9 TWh (0,6 %).
| Source                                                                                   | 1990  | %    | 2000  | %    | 2010  | %    | 2015   | 2020   | % 2020 | var. 2020/1990 | % 2021 |
| Charbon                                                                                  | 0,04  | 0,1  | 0,24  | 0,4  | 0,09  | 0,1  | 0,15   | 25,74  | 19,4 % | x643           | 12,8 % |
| Pétrole                                                                                  | 7,75  | 20,6 | 26,90 | 39,5 | 33,19 | 35,2 | 35,36  | 13,10  | 9,9 %  | +69 %          | 16,8 % |
| Gaz naturel                                                                              | 12,67 | 33,6 | 21,78 | 32,0 | 25,88 | 27,4 | 35,00  | 44,27  | 33,3 % | +249 %         | 31,8 % |
| Total fossiles                                                                           | 20,46 | 54,3 | 48,92 | 71,8 | 59,15 | 62,7 | 70,51  | 83,11  | 62,6 % | +306 %         | 61,8 % |
| Nucléaire                                                                                | 0,29  | 0,8  | 2,00  | 2,9  | 3,42  | 3,6  | 4,61   | 11,49  | 8,7 %  | +3864 %        | 6,7 %  |
| Hydraulique                                                                              | 16,92 | 44,9 | 17,19 | 25,2 | 31,81 | 33,7 | 34,63  | 33,99  | 25,6 % | +101 %         | 26 %   |
| Biomasse                                                                                 |       |      |       |      |       |      | 0,56   | 0,56   | 0,4 %  | ns             | 1 %    |
| Éolien                                                                                   |       |      |       |      |       |      | 0,79   | 2,88   | 2,2 %  | ns             | 3,3 %  |
| Solaire PV                                                                               |       |      |       |      |       |      | 0,21   | 0,79   | 0,6 %  | ns             | 1,1 %  |
| Total EnR                                                                                | 16,92 | 44,9 | 17,19 | 25,2 | 31,81 | 33,7 | 36,18  | 38,23  | 28,8 % | +126 %         | 31,4 % |
| Total                                                                                    | 37,67 | 100  | 68,12 | 100  | 94,38 | 100  | 111,30 | 132,83 | 100 %  | +253 %         | 100 %  |
| Source des données : Agence internationale de l'énergie et Ministère des Finances (2021) |       |      |       |      |       |      |        |        |        |                |        |

En juillet 2013 le Comité exécutif du National Economic Council (ECNEC) a approuvé 3,5 GW de nouveaux projets de centrales d'un total de 13 milliards de dollars, comprenant 2 200 MW de nucléaire, 425 MW de cycles combinés gaz et 969 MW de centrales hydroélectriques, dans le but de réduire la forte dépendance au pétrole et abaisser les coûts de production ; tous ces projets dépendent du soutien de la Chine.

#### Centrales thermiques classiques
Le Pakistan se classait en 2018 au 6e rang mondial des producteurs d'électricité à partir de pétrole avec 31 TWh, soit 4,0 % du total mondial ; au 1er rang, l'Arabie saoudite produisait 160 TWh. Mais en 2020, cette production est tombée à 13,1 TWh.
| Centrale  | Localité                      | Province    | Combustible                                                 | Mise en service | Puissance (MW) | Exploitant                      |
| Guddu     | près du barrage de Guddu      | Sind        | cycle combiné multi-combustibles (gaz, fioul léger, diesel) | 1985-94 + 2014  | 1 784          | Central Power Generation Co Ltd |
| Kot Addu, | Muzaffargarh                  | Pendjab     | cycle combiné multi-combustibles (gaz, diesel, fioul)       | 1987-96         | 1 600          | Kot Addu Power Company Limited  |
| Bin Qasim | Karachi                       | Sind        | multi-combustibles (gaz, fioul)                             | 1984-98         | 1 260          | Karachi Electric Supply Corp    |
| Hub River | Hub Chowki                    | Balochistan | fioul                                                       | 1997            | 1 292          | Hub River Power                 |
| Jamshoro  | Mohra Jabal, près d'Hyderabad | Sind        | multi-combustibles (gaz, fioul)                             | 1989-92         | 850            | Central Power Generation Co Ltd |

#### Énergie nucléaire

##### Organisation du secteur
La Pakistan Atomic Energy Commission (PAEC) est responsable de toutes les applications de l'énergie nucléaire et de la recherche dans le pays. Elle comprend deux divisions responsables des programmes de la production nucléaire : Nuclear Power Generation (NUPG), qui supervise les unités en fonctionnement, et Nuclear Power Projects (NUPP) qui gère la conception et la construction des projets de nouvelles unités, en étroite collaboration avec la Nuclear Regulatory Authority (PNRA).

##### Production
La part du nucléaire dans la production nette d'électricité du Pakistan était en 2019 de 6,6 % : 9,03 TWh sur 136,8 TWh, avec une puissance installée nucléaire de 1 318 MW.

##### Centrales nucléaires
Le parc nucléaire de la PAEC est composé en février 2021 de cinq réacteurs d'une puissance totale de 1 318 MW répartis dans deux centrales. En mars 2021, la puissance nucléaire du pays est presque doublée avec l'inauguration du réacteur KANUPP-2 à Karachi, qui devrait être suivi par un réacteur équivalent en 2022 :
| Réacteur  | Site     | État    | Type        | Mise en service  | Puissance brute (MW) | Puissance nette (MW) |
| Karachi 1 | KANUPP   | Sind    | PHWR        | 1971             | 100                  | 90                   |
| Chashma 1 | CHASNUPP | Pendjab | PWR         | 2000             | 325                  | 300                  |
| Chashma 2 | CHASNUPP | Pendjab | PWR         | 2011             | 325                  | 300                  |
| Chashma 3 | CHASNUPP | Pendjab | PWR         | 28 décembre 2016 | 340                  | 315                  |
| Chashma 4 | CHASNUPP | Pendjab | PWR         | 8 septembre 2017 | 340                  | 313                  |
| KANUPP 2  | KANUPP   | Sind    | Hualong One | mars 2021        | 1100                 | 1014                 |
| KANUPP 3  | KANUPP   | Sind    | Hualong One | mars 2022        | 1100                 | 1014                 |

Le réacteur Karachi 1, de technique canadienne, implanté à Paradise Point dans le Sind, environ 25 km à l'ouest de Karachi, fonctionne à puissance réduite et est en cours de révision par la PAEC à cause de son âge.
Les réacteurs Chashma 1 à 4 ont été fournis par la Compagnie nucléaire nationale chinoise (CNNC) et implantés à Kundian dans le Pendjab.
La centrale KANUPP comprend également une usine de dessalement par distillation à effets multiples (MED) annoncée à 4 800 m3/jour à sa mise en service en 2012, mais à 1 600 m3/jour en 2014.
L'Energy Security Plan de 2005 prévoyait de porter la puissance du parc nucléaire à 8 800 MW, dont 900 MW mis en service en 2015 et 1 500 MW en 2020. Les projections comprenaient quatre réacteurs chinois supplémentaires de 300 MW chacun et sept de 1 000 MW, tous de technique PWR. Il était initialement prévu de construire deux unités chinoises de 1 000 MW PWR à Karachi : KANUPP 2 et 3, mais en 2007 la Chine différa le développement de son modèle CNP-1000 qui aurait été le seul de cette taille susceptible d'être exporté. Le Pakistan se tourna alors vers un projet de construction d'unités plus petites avec un contenu local plus élevé. Cependant, en 2013 la Chine relança ses concepts 1 000 MW à vocation export et fit des ouvertures au Pakistan pour le modèle ACP1000.
Le projet de construction de Chashma 3 et 4 a été annoncé en 2008 ; en mars 2010 le Pakistan annonçait un accord par lequel la Chine fournirait 82 % du financement total 1,912 milliard de dollars par trois prêts à 20 ans à bas taux d'intérêt. Elle doit aussi fournir les combustibles pour les 40 années de durée nominale de fonctionnement des réacteurs. Le contrat principal de construction a été signé en juin 2010 ; les deux unités de 340 MWe bruts (315 MWe nets) de type CNP-300 (analogue à Qinshan 1) doivent être achevés en huit ans. Ils auront une durée de vie de 40 ans et seront soumis aux contrôles de l'IAEA. La construction de l'unité 3 a démarré fin mai 2011 et celle de l'unité 4 en décembre 2011. Le dôme de l'unité 3 a été installé en mars 2013. Début 2014, la PAEC annonçait que la construction avait plusieurs mois d'avance sur le planning initial. Cependant, le Groupe des fournisseurs nucléaires (Nuclear Suppliers Group - NSG), qui veille à prévenir la prolifération nucléaire, a soulevé des questions sur la fourniture par la Chine de Chashma 3-4 ; les contrats pour Chashma 1-2 ont été signés en 1990 et 2000 respectivement, avant 2004, date à laquelle la Chine a adhéré au NSG, qui maintient un embargo sur les ventes d'équipements nucléaires au Pakistan, pays non signataire du traité sur la non-prolifération des armes nucléaires. La Chine argumente que les unités 3 et 4 sont bénéficiaires de droits acquis (grandfathered) et que les accords sont cohérents avec ceux des unités 1 et 2.
En novembre 2010, la PAEC aurait signé un accord de construction avec China National Nuclear Corporation (CNNC) pour une cinquième unité à Chashma. En février 2013 un accord additionnel a été signé entre PAEC et CNNC pour une unité de 1 000 MWe à Chashma. Mais la Chine craindrait que cet accord soit controversé à l'égard du TNP et des lignes directrices du NSG. Au début 2013 CNNC a confirmé son intention de construire un réacteur de la classe des 1 000 MWe, précisant qu'il s'agirait d'une unité ACP1000, mais pas nécessairement à Chashma. Le statut de tout projet pour Chashma 5 est très incertain, et il pourrait avoir été remplacé par un projet de centrale près de Multan au sud-ouest du Pendjab.
En juin 2013, la Commission de Planification a annoncé que deux réacteurs CNNC de la classe des 1 000 MWe seraient choisis pour Karachi 2 et 3 (KANUPP 2 et 3) près de l'unité Karachi 1. Deux sites côtiers ont été envisagés. CNNC a annoncé en avril 2013 un accord d'exportation pour l'ACP1000, de 1 100 MWe nominaux, apparemment pour le Pakistan, hypothèse confirmée en juin par PAEC qui a précisé que le prochain projet nucléaire serait de la classe 1 100 MWe pour la centrale Karachi Coastal, avec un budget de 9,5 milliards de dollars. En juillet 2013 l'ECNEC a approuvé deux unités du projet Karachi Costal avec une puissance nette de 2 117 MWe, pour un coût total estimé à 9,595 milliards de dollars, dont 6,5 milliards de dollars (68 %) financés par crédit fournisseur. PAEC a précisé que 82 % du coût total seront financés par la Chine. Fin août, les contrats ont été signés à Shanghai avec CNNC et quatre autres entreprises chinoises. L'inauguration du site près de Paradise Point, à 25 km à l'ouest de Karachi, a eu lieu en novembre 2013, et le premier béton était envisagé pour fin 2014. Cependant, en octobre 2014 un jugement de Haute Cour du Sind a stoppé les travaux, sur la base d'une contestation à motifs environnementaux, et l'ordonnance restrictive a été prolongée jusqu'à décembre. En avril 2015, China Energy Engineering Group Co (CEEC) a emporté l'appel d'offres pour le génie civil et les travaux d'installation pour l'îlot conventionnel de la centrale, qui devrait accueillir des réacteurs Hualong One analogues à celui de la centrale nucléaire de Fuqing. La construction devrait démarrer fin 2015 et durer 72 mois. Étant donné l'impossibilité d'acheter de l'uranium sur le marché libre, PAEC a déclaré que le Pakistan a accepté que la China fournisse le combustible pour la durée des réacteurs, prévue à 60 ans. La Pakistan Nuclear Regulatory Authority a reçu l'analyse de sûreté du réacteur chinois ACP1000 de CNNC et devrait prendre au moins un an pour achever son examen avant d'accorder une licence de construction.
En août 2011, le Pakistan visait 8 000 MWe nucléaires sur dix sites pour 2030. PAEC a apparemment sélectionné six nouveaux sites sur la base des recommandations de la Pakistan Nuclear Regulatory Authority (PNRA) de l'AIEA : le canal Qadirabad-Bulloki (QB) près des Qadirabad Headworks ; le canal Dera Ghazi Khan près du barrage Taunsa ; le canal Taunsa-Panjnad près de Multan; le canal de Nara près de Sukkur; le canal Pat Feeder près de Guddu et la rivière Kaboul près de Nowshera. Au début 2012 PAEC a déclaré que quatre réacteurs étaient prévus pour le canal Taunsa-Panjnad près de Multan au Pendjab. En janvier 2014 PAEC a annoncé son intention de construire cinq centrales nucléaires additionnelles de 1 100 MWe pour répondre à la demande prévue d'électricité et atteindre 8,9 GWe de puissance nucléaire en activité en 2030, mettant en avant ses 55 années-réacteur d'expérience opérationnelle réussie, lui permettant de passer du statut d'acquisition technologique à une contribution significative au système de production électrique. PAEC a déclaré ensuite que huit sites seraient choisis pour les 32 unités suivantes, avec chacun quatre unités de 1 100 MWe, afin que le nucléaire fournisse un quart de l'électricité du pays avec 40 GWe de puissance, ce qui présuppose un décuplement de la demande d'électricité pour une date bien au-delà de 2030. PAEC a déclaré qu'une première unité de 1 100 MWe sera construite à Muzaffargarh, sur le canal Taunsa-Panjnad près de Multan. Des discussions avec la Chine seraient en cours pour fournir trois centrales nucléaires pour environ 13 milliards de dollars.

##### Cycle du combustible
Le gouvernement a fixé un objectif de production de 350 tonnes U3O8 par an d'ici 2015 pour couvrir un tiers des besoins prévus à cette échéance. Des gisements à basse teneur ont été identifiés dans le Pendjab central dans le bassin de Bannu et la chaîne de Suleman. Une petite usine d'enrichissement d'uranium par centrifugation de 15 000 UTS/an à Kahuta est exploitée depuis 1984 et ne semble pas avoir d'utilisation civile. Sa capacité a été triplée vers 1991. Une usine plus récente est signalée à Gadwal ; elle n'est pas sous garanties de l'AIEA. Il n'est pas clair que PAEC ait une quelconque implication dans ces usines. Le combustible enrichi pour les centrales PWR est importé de Chine. En 2006 PAEC a annoncé qu'elle préparait la mise en place d'usine séparées et purement civiles de conversion, enrichissement et fabrication de combustible sous la forme d'un complexe d'un coût de 1,2 milliard de dollars : le Pakistan Nuclear Power Fuel Complex (NPFC) pour les réacteurs de type PWR qui seront sous contrôle de l'AIEA et exploités séparément des installations existantes. L'usine d'enrichissement serait construite à Chak Jhumra, Faisalabad, dans le Pendjab et aurait une capacité de 150 000 UTS/an vers 2013, puis serait agrandie par incréments de 150 000 UTS/an afin de pouvoir fournir un tiers des besoins d'enrichissement pour une capacité prévue de 8 800 MWe en 2030. Cependant, les contraintes imposées sur le Pakistan par le Groupe des fournisseurs nucléaires pourraient imposer que tout le développement nucléaire civil soit lié à la Chine, empêchant de poursuivre le projet de complexe civil du combustible.
PAEC a la responsabilité de la gestion des déchets radioactifs. Un Fonds de gestion des déchets radioactifs est proposé dans une nouvelle politique, et des centres de gestion des déchets sont proposés pour Karachi et Chashma. Les combustibles usagés sont  actuellement stockés auprès de chaque réacteur dans des piscines. Un stockage à sec de plus long terme sur chaque site est proposé. La question d'un futur retraitement reste ouverte. Un dépôt national pour les déchets à bas et moyen niveau de radioactivité devrait être mis en fonction en 2015.

#### Énergies renouvelables

##### Hydroélectricité

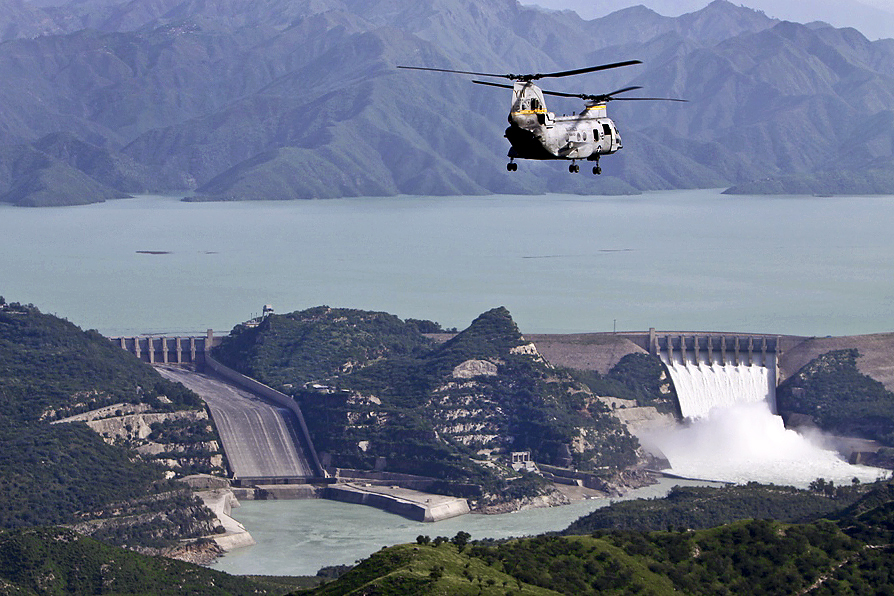
Barrage de Tarbela pendant les inondations de 2010.

La production des centrales hydroélectriques pakistanaises s'est élevée à 36 TWh, soit 0,8 % de la production mondiale, au 18e rang mondial et au 2e rang en Asie du sud derrière l'Inde (175 TWh). Leur puissance installée atteignait 10 649 MW fin 2022, loin derrière la Chine (414 811 MW) et l'Inde (51 786 MW). Les mises en service de 2022 se sont élevées à 720 MW, grâce à l'inauguration de la centrale au fil de l'eau de Karot, construite par China Three Gorges Corporation dans le cadre de l'initiative du Corridor économique Chine-Pakistan. La centrale de Neelum Jhelum a interrompu son fonctionnement en juillet 2022 à la suite de l'obstruction d'un tunnel, qui s'est effondré en novembre ; la remise en service est annoncée pour juillet 2023. L'autorité pakistanaise de développement de l'eau et de l'électricité a confirmé son ambition de doubler sa puissance installée en lui ajoutant 10 GW d'ici 2030 grâce à l'achèvement des projets en construction, dont Dasu (4 320 MW) et Mohmand (800 MW), qui vient de recevoir un financement du Saudi Fund for Development.
En 2019, la production des centrales hydroélectriques s'est élevée à 35,28 TWh, en progression de 22 % grâce aux mises en service de 2018. Leur puissance installée atteignait 9 827 MW fin 2019 (sans changement). WAPDA a annoncé la mise en chantier en 2019 du projet de barrage de Mohmand (800 MW), premier projet à buts multiples entrepris depuis celui de Tarbela en 1968.
En 2018, l'achèvement du projet d'extension Tarbela IV a ajouté trois turbines (1 410 MW) à la centrale de Tarbela, portant sa puissance à 4 888 MW. L'Autorité de développement de l'eau et de l'électricité (WAPDA) a aussi annoncé en 2018 les mises en service de Neelum Jhelum (969 MW) et de Golen Gol (108 MW). La puissance du parc hydroélectrique pakistanais a ainsi été accrue de plus d'un quart en une seule année.
En 2017, la puissance installée était de 7 477 MW et la production de 34,06 TWh. La principale centrale mise en service en 2017 est celle de Patrind (147 MW).
Les projets hydroélectriques sont menés et exploités par la Water and Power Development Authority (WAPDA), qui possède et exploite 19 centrales hydroélectriques d'une puissance totale de 6 902 MW.
La plupart des grands barrages existants ou en construction sont situés dans les provinces du nord, en particulier dans la partie pakistanaise du Cachemire (Azad Cachemire et Gilgit-Baltistan), disputé entre l'Inde et le Pakistan depuis leur indépendance, ce qui rend ces projets souvent risqués et leur financement difficile à réunir.
| Centrale                      | Cours d'eau | Province           | Mise en service | Puissance (MW) |
| barrage de Tarbela            | Indus       | Khyber Pakhtunkhwa | 1974-2018       | 4 888          |
| barrage de Ghazi-Barotha      | Indus       | Pendjab            | 2003            | 1 450          |
| barrage de Mangla             | Jhelum      | Azad Cachemire     | 1967            | 1 120          |
| barrage de Neelum–Jhelum      | Jhelum      | Azad Cachemire     | 2018            | 969            |
| barrage de Diamer-Bhasha      | Indus       | Gilgit-Baltistan   | 2028            | 4 500          |
| barrage de Dasu               | Indus       | Khyber Pakhtunkhwa | 2026            | 4 320          |
| barrage de Mohmand            | Swat        | Khyber Pakhtunkhwa | 2026            | 800            |
| projet de barrage de Katzarah | Shigar      | Gilgit-Baltistan   | à l'étude       | 15 000         |
| projet de barrage de Bunji    | Indus       | Gilgit-Baltistan   | à l'étude       | 7 100          |

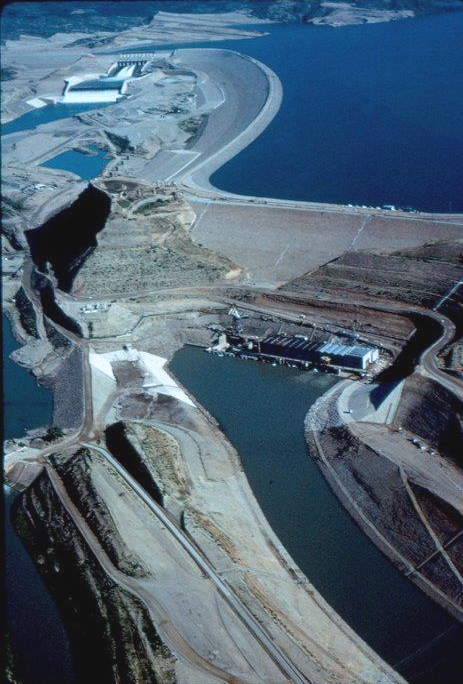
Barrage de Mangla, 2012

Le barrage de Tarbela est construit sur l'Indus, dans le district d'Haripur, à environ 50 km au nord-ouest d'Islamabad. Le projet d'extension Tarbela-IV en cours la portera à 4 888 MW en 2018 et celui de Tarbela-V à 6 208 MW en 2021.
Le barrage de Ghazi-Barotha est un aménagement au fil de l'eau construit de 1995 à 2003 sur un canal qui dérive l'eau de l'Indus à 7 km au sud du barrage de Tarbela.
Le barrage de Mangla a été construit de 1961 à 1967 avec le soutien de la Banque mondiale. Il s'agit d'un aménagement à buts multiples, qui joue un rôle important dans la régularisation des ressources en eau pour l'irrigation. Sa puissance initiale de 1 000 MW a été portée à 1 120 MW en 2012 grâce à une surélévation du barrage et un projet en cours devrait la porter à 1 500 MW.

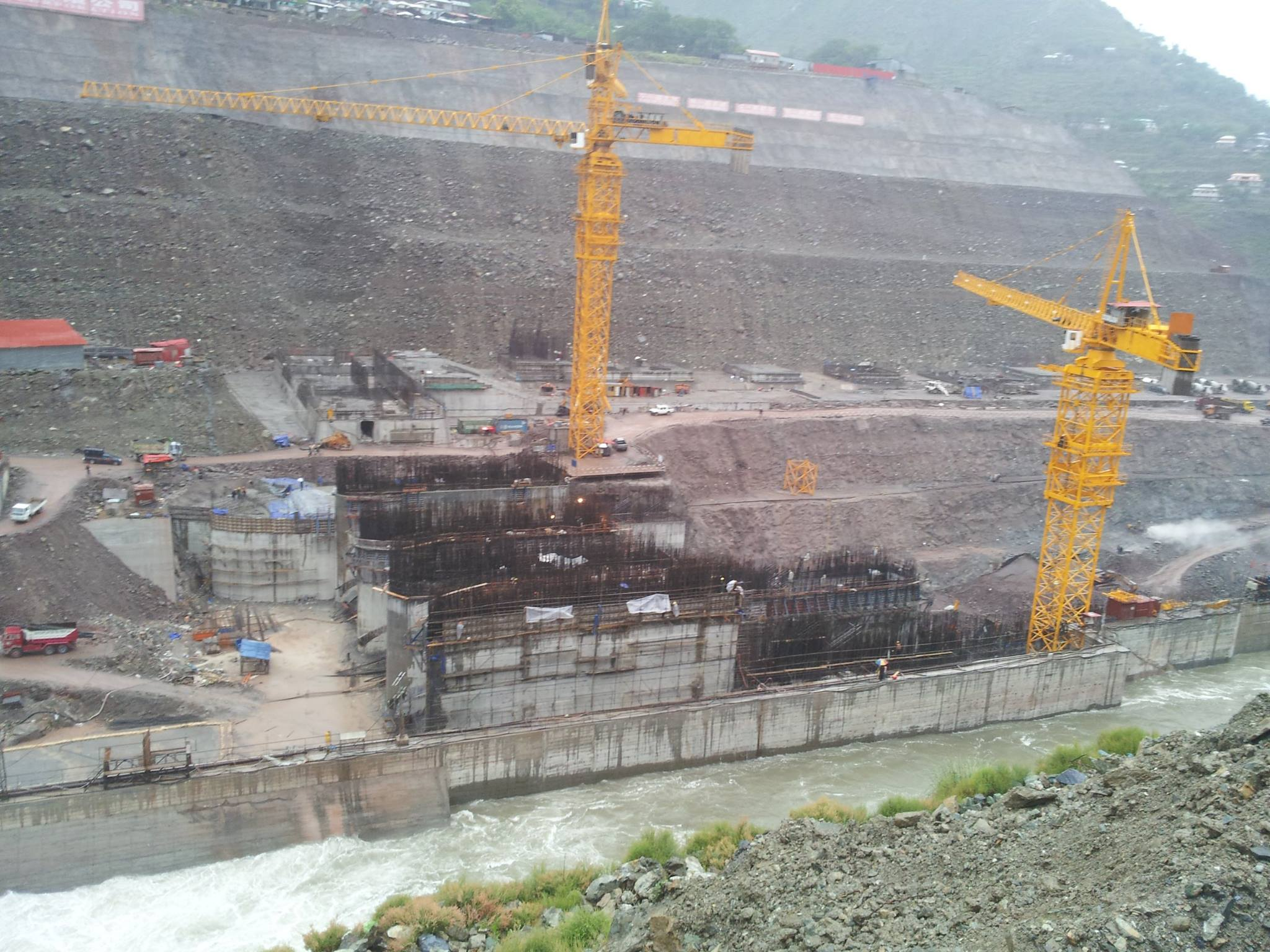
Projet hydroélectrique de Nehlum Jehlum, mai 2014.

Le barrage de Neelum–Jhelum, en cours de construction sur la rivière Jhelum, près de la frontière entre l'Inde et le Pakistan, sécurisera les approvisionnements en eau de la province. Mais l'Inde développe sur la même rivière le projet hydroélectrique de Kishanganga, ce qui a conduit à une bataille judiciaire entre les deux pays devant la Chambre de commerce internationale. Le coût du projet a bondi de 1,8 milliard $ à 4,21 milliards $. Le projet était prévu pour s'achever en octobre 2015, mais cette date officielle a été repoussée à novembre 2016. Le bouclage financier du projet n'a pas encore été achevé, car le financement était attendu d'un consortium de financiers qui ont renoncé devant la dérive du devis. Le projet ne sera pas terminé avant 2017.
Le barrage de Diamer-Bhasha, aménagement à buts multiples dont les travaux préliminaires ont démarré en 2011 sur l'Indus, à 315 km en amont du barrage de Tarbela, permettra de prolonger de 35 ans la durée de vie de Tarbela. Son coût est estimé à 14 milliards de dollars et sa construction prendra 10 à 12 ans.
Le projet de barrage de Dasu sur l'Indus, à 74 km en aval du site de Diamer-Bhasha, dont le chantier a été inauguré en juin 2014 par le président Nawaz Sharif, aura une puissance de 4 320 MW ; son coût est estimé à 4,8 milliards de dollars, dont 3,7 Mds $ de financements étrangers. Il produira en moyenne 21,5 TWh par an.

##### Éolien

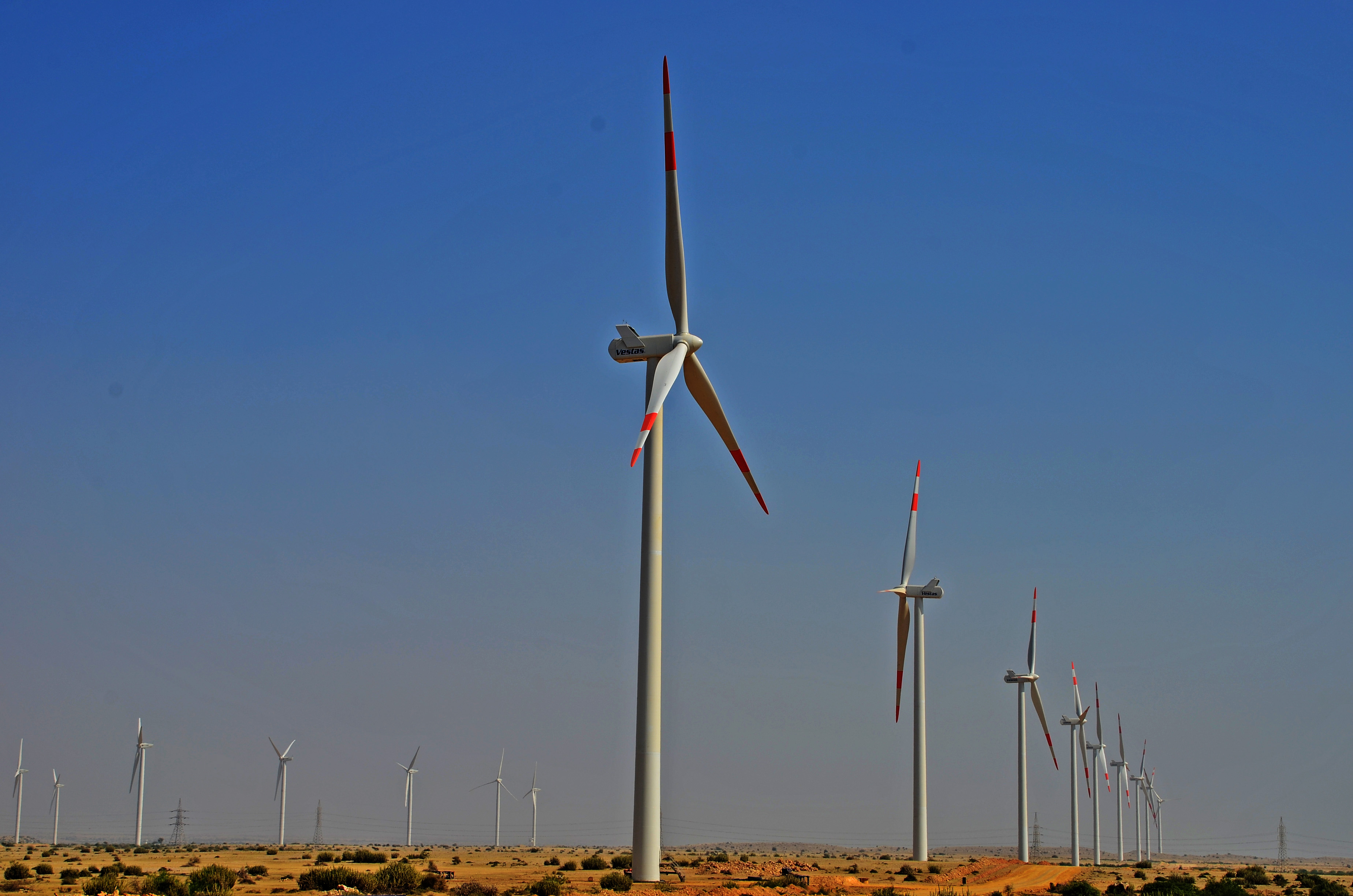
Parc éolien de Jhimpir, 2012

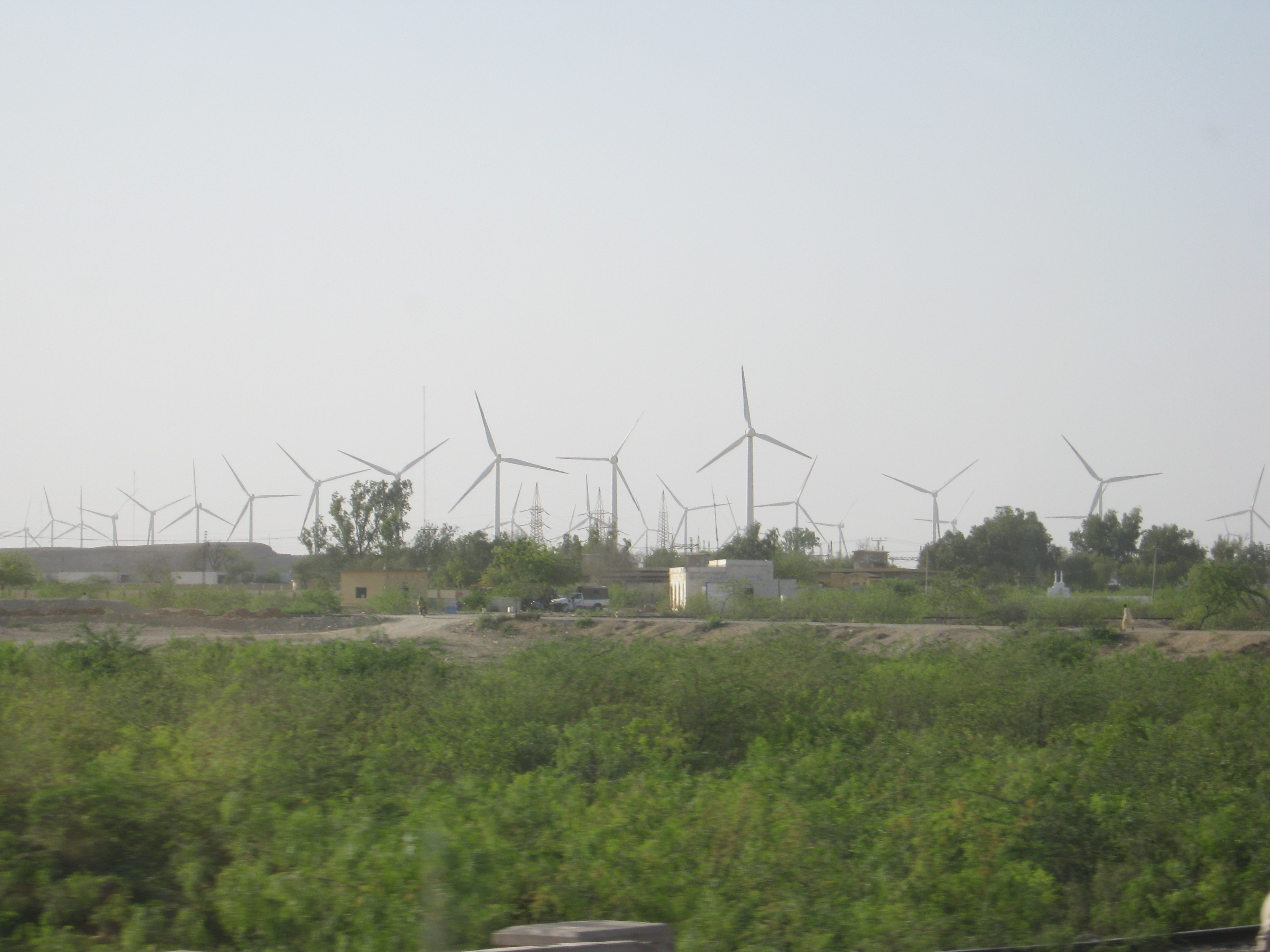
Parc éolien entre Karachi et Hyderabad, 2014

La puissance installée éolienne du Pakistan s'élevait à 1 817 MW fin 2023, sans changement au cours de l'année, au 7e rang en Asie, loin derrière la Chine (441 100 MW), l'Inde (44 736 MW), le Japon (5 214 MW), le Vietnam (4 798 MW), Taïwan (2 273 MW) et la Corée du Sud (1 967 MW).
En 2022, le Pakistan a installé 301 MW de parcs éoliens, portant sa puissance installée éolienne à 1 817 MW. En 2021, il avait installé 229 MW.
Le Pakistan se situe fin 2019 au 6e rang en Asie pour sa puissance installée éolienne de 1 239 MW. Les nouvelles installations au cours de l'année 2019 ont été de 50 MW, soit une progression de 4 %, après un bond de 400 MW en 2018.
Fin 2016, la puissance installée éolienne était de 591 MW. Les nouvelles installations au cours de l'année 2016 ont atteint 282 MW, soit une progression de 92 %.
Le premier parc du Pakistan a été mis en service en 2012, avec 33 turbines Nordex fournissant 49,5 MW, le second en 2013 : 28 machines Vestas, 56,4 MW. Trois autres sont nés en 2014, totalisant 149,5 MW (100 MW pour Nordex et 49,5 MW pour Goldwind). Fin 2014, le pays comptait donc 256 MW, en progression de 141,6 % par rapport à 2013. Depuis, plusieurs nouveaux contrats ont été signés : deux parcs situés dans la région de Sindh avec 40 éoliennes Nordex de 2,5 MW, mis en service à l'été 2016 ; un autre de 30 MW de turbines Goldwind est prévu pour fin 2016. Vestas a signé un protocole d'accord pour développer entre 100 et 300 MW dans le pays.
La puissance installée éolienne s'est accrue de 150 MW (+142 %) au cours de l'année 2014.
Le Alternative Energy Development Board (AEDB) a été créé par le gouvernement pakistanais en 2003 afin de réduire la dépendance du Pakistan envers la production d'électricité à base de combustibles fossiles en identifiant des ressources alternatives telles que l'éolien, le solaire, le biogaz et les micro-centrales hydroélectriques au fil de l'eau. L'autre rôle majeur de l'AEDB est d'aider les firmes étrangères à investir dans ce secteur. AEDB a calculé que le Pakistan possède un potentiel éolien de 50 000 MW, mais les données nécessaires pour établir des projets détaillés manquaient ; l'AEDB a donc fourni des données de "risque éolien" et proposé des garanties aux investisseurs. En octobre 2011, la National Electric Power Regulatory Authority a approuvé un tarif d'achat réglementé (feed-in tariff) de 12,61 roupie pakistanaise par kWh pour les projets éoliens financés par l'étranger. AEDB espérait atteindre un objectif de 400 MW fin 2012.
Le premier parc éolien pakistanais, celui de Jhimpir, situé à Jhimpir dans le district de Thatta, province du Sind, à 120 kilomètres au nord-est de Karachi, a été construit par la compagnie turque Zorlu Energy en deux phases : 6 MW en 2009 puis 50,4 MW en 2013.
Le développeur chinois China Three Gorges Corporation (CTG) a lancé début 2012 les travaux de construction d'un parc éolien de 49,5 MW à Jhimpir Thatta dans le Sind ; la mise en service était prévue pour la mi-2013 et CTG envisageait deux extensions portant la puissance du parc à 500 MW en 2015.

##### Solaire
En 2024, le Pakistan a installé 17 GWc de solaire photovoltaïque, soit 2,8 % du marché mondial, ce qui en fait le 4e marché de l'année derrière la Chine (59 %), les États-Unis (7,8 %) et l'Inde (5,3 %), mais devant l'Allemagne (2,8 %) et le Brésil (2,4 %). Ce boom s'explique par la combinaison de la hausse des prix de l'électricité, le faible coût des importations de matériel photovoltaïque et l'expansion rapide du réseau d'importateurs et de revendeurs de modules, mais des inquiétudes se font jour sur la capacité des réseaux électriques locaux à maintenir leur stabilité.
Près de 2 GWc ont été installés en 2021. En 2017, 800 MWc ont été installés, portant la puissance cumulée à 1 800 MWc.
Le parc solaire Quaid-e-Azam en construction à Bahawalpur, Punjab, dont la puissance annoncée initialement devait être de 1 000 MW, a été mis en service en mai 2015 avec 100 MW.

### Consommation finale d'électricité
La consommation finale d'électricité du Pakistan était de 593 kWh par habitant en 2018, soit seulement 18 % de la moyenne mondiale (3 260 kWh/hab.) et 61 % de celle de l'Inde (968 kWh/hab.).
La répartition par secteur de la consommation finale d'électricité a évolué comme suit :
| Secteur                                                 | 1990  | %    | 2000  | %    | 2010  | %    | 2015  | 2020   | % 2020 | var. 2020/1990 |
| Industrie                                               | 10,34 | 35,9 | 14,36 | 29,5 | 21,28 | 27,6 | 25,03 | 25,54  | 23,7 % | +147 %         |
| Transport                                               | 0,04  | 0,1  | 0,01  | 0,03 | 0     |      | 0     | 0      | 0 %    | -100 %         |
| Résidentiel                                             | 9,36  | 32,5 | 22,77 | 46,8 | 35,88 | 46,5 | 44,49 | 55,61  | 51,6 % | +494 %         |
| Tertiaire                                               | 4,02  | 14,0 | 6,53  | 13,4 | 11,04 | 14,3 | 12,38 | 16,84  | 15,6 % | +319 %         |
| Agriculture                                             | 5,03  | 17,5 | 4,92  | 10,1 | 8,97  | 11,6 | 8,53  | 9,69   | 9,0 %  | +93 %          |
| Total                                                   | 28,78 | 100  | 48,59 | 100  | 77,17 | 100  | 90,43 | 107,69 | 100 %  | +274 %         |
| Source des données : Agence internationale de l'énergie |       |      |       |      |       |      |       |        |        |                |

## Impact environnemental
Les émissions de gaz à effet de serre (GES) dues à la combustion au Pakistan s'élevaient en 2021 à 216,2 Mt d'équivalent CO2, en hausse de 245 % par rapport à 1990.
Les émissions de CO2 dues à la combustion par habitant étaient en 2021 de 0,87 t CO2, inférieures de 80 % à la moyenne mondiale : 4,26 t/hab, de 78 % à celle de la France : 4,03 t/hab, de 46 % à celle de l'Inde : 1,62 t/hab et de 88 % à celle de la Chine : 7,54 t/hab.
Voici l'évolution de ces émissions liées à l'énergie, comparée à celle de l'Union européenne :
|                                             | 1971 | 1990 | 2021  | var. 2021/1971 | var. 2021/1990 | var.UE27 2021/1990 |
| Émissions GES (Mt CO2)                      | 19,5 | 62,6 | 216,2 | x11,1          | +245 %         | -25,5 %            |
| Émissions CO2/habitant (t CO2)              | 0,26 | 0,49 | 0,87  | +235 %         | +78 %          | -30,4 %            |
| Source : Agence internationale de l'énergie |      |      |       |                |                |                    |

| Combustible                                 | 1971 Mt CO2 | 1990 Mt CO2 | 2021 Mt CO2 | %    | var. 2021/1990 | var. UE27 2021/1990 |
| ------------------------------------------- | ----------- | ----------- | ----------- | ---- | -------------- | ------------------- |
| Charbon                                     | 2,6         | 7,4         | 63,1        | 29 % | x8,5           | -58 %               |
| Pétrole                                     | 8,6         | 31,2        | 79,1        | 37 % | +154 %         | -21 %               |
| Gaz naturel                                 | 4,9         | 17,9        | 61,6        | 28 % | +244 %         | +42 %               |
| Source : Agence internationale de l'énergie |             |             |             |      |                |                     |

Les émissions de CO2 liées à la combustion par secteur de consommation se répartissaient en 2021 en 39 % pour l'industrie, 26 % pour les transports, 22 % pour le secteur résidentiel, et 6 % pour le secteur tertiaire.